# Ceratina gravidula
Ceratina gravidula ist eine Biene aus der Familie der Apidae. Die Art ähnelt Ceratina callosa und Ceratina chalybea.

## Merkmale
Die Bienen haben eine Körperlänge von 9 bis 10 Millimetern. Der Körper der Weibchen ist metallisch blaugrün gefärbt. Die Stirnplatte (Clypeus) und die Schienen (Tibien) sind basal weiß gefleckt. Die Calli sind schwarz. Der Stutz des Propodeums ist seitlich oben durch eine abstehende Kante von der horizontalen Fläche getrennt. Die Männchen sind ebenso gefärbt wie die Weibchen. Die Stirnplatte trägt einen großen, dreieckigen Fleck. Das Labrum ist schwarz. Die Calli sind am Hinterrand mit einem kleinen weißen Fleck versehen. Der Stutz ist seitlich oben durch eine aufstehende Kante abgegrenzt. Das siebte Tergit ist am Ende eingekerbt. Die Schenkel (Femora) und Tibien des hinteren Beinpaars sind gleich lang behaart.

## Vorkommen und Lebensweise
Die Art ist in Spanien, Südfrankreich und Italien verbreitet. Die Tiere fliegen von Anfang Mai bis zumindest Ende Juli, vermutlich aber auch bis in den Herbst. Die Art sammelt Pollen an verschiedenen Pflanzenfamilien. Welche Kuckucksbienen die Art parasitieren, ist nicht bekannt. 

## Belege
Felix Amiet, M. Herrmann, A. Müller, R. Neumeyer: Fauna Helvetica 20: Apidae 5. Centre Suisse de Cartographie de la Faune, 2007, ISBN 978-2-88414-032-4.

## Weblink
- Ceratina gravidula in der Roten Liste gefährdeter Arten der IUCN 2013.2. Eingestellt von: Nieto, A. & Terzo, M, 2012. Abgerufen am 22. Februar  2014.